# Pacto do ABC
O Pacto do ABC (oficialmente Pacto de Não Agressão, Consulta e Arbitragem) tem seu nome pelas iniciais dos países, Argentina, Brasil e Chile, que assinaram um acordo em 15 de Maio de 1915 para formar uma cooperação a não agressão e arbitragem. O acordo foi uma forma de contrabalançar a influência dos Estados Unidos na região e estabelecer um equilíbrio e mecanismos de consulta entre os três países signatários.
Embora o tratado só tenha se tornado oficial após a ratificação pelo Brasil, grande parte da política externa dos três países entre 1915 e 1930 seguiu a base de consultas e iniciativas mútuas, tornando-se, na prática, uma espécie de "Pacto ABC".
A primeira utilização conhecida da frase "Potências ABC" remonta a 1914. Entre 21 de abril e 30 de junho desse ano, os integrantes do "Pacto ABC" se reuniram em Niagara Falls (Canadá) para mediar diplomaticamente a fim de evitar a guerra entre os Estados Unidos e o México, após o aumento das tensões devido ao Incidente de Tampico e à ocupação norte-americana de Veracruz. Na conferência, os Estados Unidos foram representados por Frederick W. Lehmann, ex-procurador-geral do país, e Joseph Rucker Lamar, juiz associado da Suprema Corte norte-americana. Esse evento foi um precursor para a aproximação diplomática na assinatura do "Pacto ABC".
O termo "Pacto ABC" tem sido usado pela imprensa ou em círculos diplomáticos quando esses países promovem iniciativas de integração na América do Sul em conjunto, quando há acordos ou ações oficiais em política externa ou quando existem governos com características ideológicas e políticas semelhantes nos três países.

## Antecedentes: Barão de Rio Branco contra Zeballos

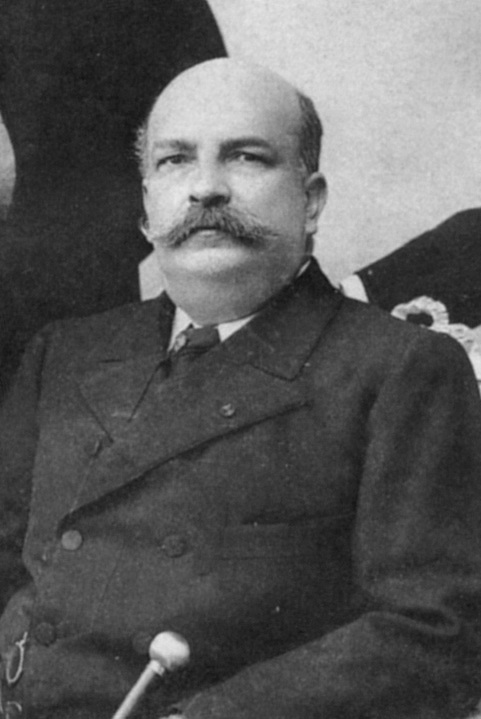
José Maria da Silva Paranhos Junior, Barão do Rio Branco.

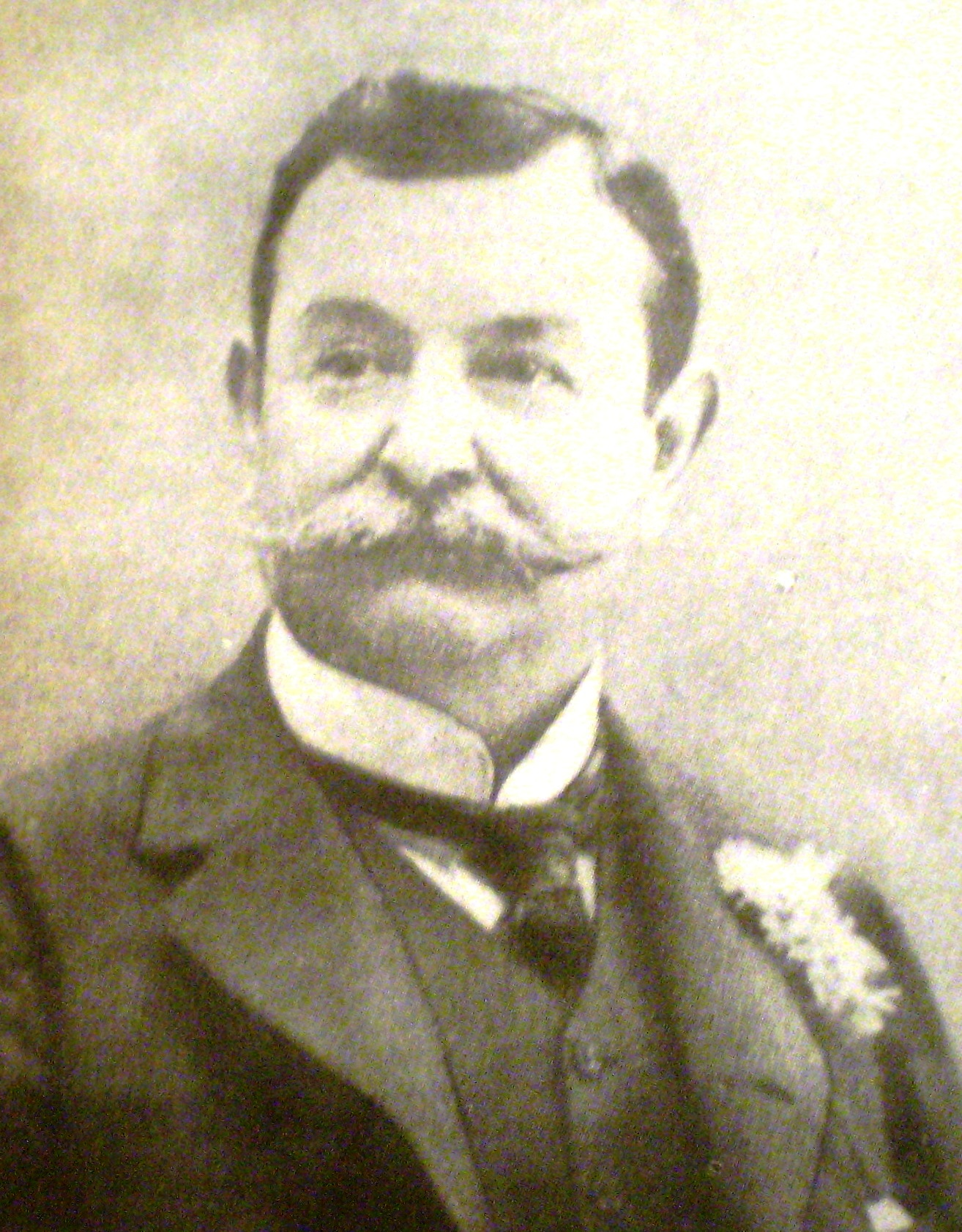
Estanislao Zeballos.

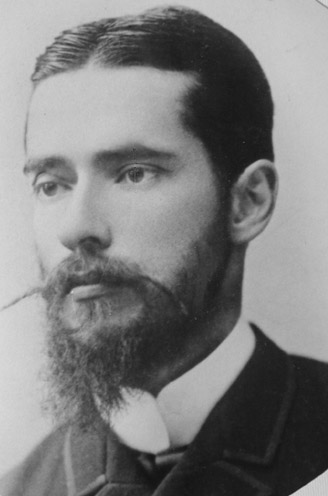
Federico Puga Borne.

A ideia de uma aliança estreita entre Argentina, Brasil e Chile começou a ganhar força no final do século XIX e início do século XX. Em 1899, o presidente argentino Julio Roca visitou o Brasil e se reuniu com o presidente Manuel Ferraz de Campos Sales. Na reunião, discutiu-se a possível formação de "uma liga de três nações, a fim de se defenderem de possíveis agressões", entre Argentina, Brasil e Chile.
Em 1902, Argentina e Chile assinaram os Pactos de Mayo, que puseram fim às tensões bélicas entre as duas nações, estabeleceram um tratado geral de arbitragem, limitação de armamentos navais e um compromisso de cumprir com a sentença arbitral britânica que definiria os territórios em disputa por ambos os países. O novo chanceler brasileiro, Barão de Rio Branco, ficou alarmado com a aproximação argentino-chilena e começou a espalhar rumores sobre um acordo secreto argentino-peruano.
Em 1904, Rio Branco escreveu uma carta ao ministro argentino no Rio de Janeiro, Manuel Gorostiaga, expressando seu desejo de criar uma cordial inteligência entre as três nações. Em sua concepção, o Brasil atuaria como uma ponte entre a América Latina e os Estados Unidos, com o objetivo final de evitar guerras e revoluções internas nos demais países americanos.
Nesse período, uma corrida armamentista ocorria entre Argentina e Brasil devido à compra de encouraçados dreadnought. O Chile estava descontente com essa competição, pois isso o impedia de manter uma relação amistosa com ambos os países, além de temer que o vencedor adquirisse um grande poder na América do Sul às custas do Chile. Isso também resultou na não renovação do acordo de limitação de armamentos com a Argentina.
Em 1906, Estanislao Zeballos reassumiu como chanceler argentino e realizou ações para separar o Chile do Brasil. Convidou Luis Montt, irmão do presidente chileno Pedro Montt, para Buenos Aires, a quem entregou um memorando contendo ideias para uma aliança defensiva argentino-chilena, um tratado comercial e um acordo de mediação no qual a Argentina pretendia influenciar a questão de Tacna e Arica. O presidente Montt instruiu seu irmão a incluir o Brasil nas negociações, para evitar que o tratado se assemelhasse ao tratado secreto entre Peru e Bolívia de 1873. Zeballos respondeu que não havia problema, mas que cabia ao Chile convidar o Rio de Janeiro e somente após Argentina e Chile terem assinado a aliança.
O chanceler chileno Federico Puga Borne respondeu ao seu colega argentino com um memorando que continha ideias de uma aliança defensiva, tratado comercial, arbitragem obrigatória, demarcação de fronteiras e o convite do Chile ao Brasil, sem deixar de continuar as conversações. A mediação argentina no litígio com o Peru foi descartada. Em conversa com o agente argentino em Santiago, Lorenzo Anadón, Puga disse que aceitaria continuar as conversações mesmo que o Brasil decidisse não participar. Diante dessa situação, Río Branco se esforçou para sabotar os esforços. Informado oficialmente das negociações, sem rejeitar o projeto, ele propôs que ele incluísse o México e os Estados Unidos quando afetasse os interesses de todo o continente.
Em 20 de outubro de 1907, Puga e Anadón assinaram um protocolo e um projeto de tratado. Esse tratado estabelecia uma aliança defensiva, uma equivalência discreta em matéria naval, arbitragem e a possibilidade de mediação em conflitos entre os aliados ou entre eles e outros estados. Ficou acordado que o Brasil fosse informado para que servisse de base para um acordo comum.
A redação final do tratado gerou um conflito entre Anadón e Zeballos, que afirmou que havia sido assinada sem a aprovação do governo. Por sua vez, Río Branco comunicou ao ministro chileno no Rio, Francisco Javier Herboso, que Zeballos havia confidenciado a um amigo que buscava separar o Chile de seu "quase aliado Brasil". Tendo conhecimento disso, o presidente Montt ordenou que o Brasil fosse informado sobre toda a negociação e os termos do protocolo.
Zeballos reagiu dizendo que o Chile não deveria informar o Brasil sem o acordo da Argentina e que seu país estava livre para agir. Posteriormente, a calma foi restaurada e foi acordado que os três países concordariam com um texto com a aprovação de Buenos Aires. Río Branco então mobilizou seus aliados na Argentina para afundar o projeto. O Senado argentino criticou fortemente Zeballos, recusando-se a aprovar os pactos enquanto ele fosse chanceler. Zeballos teve que renunciar ao cargo em junho de 1908 devido a uma crise ministerial.
Após sua renúncia, foi divulgado um suposto telegrama de Río Branco para seu ministro em Santiago, onde o Brasil oferecia apoio ao Chile em sua disputa com o Peru em troca de apoio do Chile ao Brasil em sua disputa pelo Rio da Prata. Río Branco rejeitou a autenticidade do telegrama e apresentou um próprio, que ele afirmou ser o verdadeiro, mostrando-se contrário ao tratado, pois acreditava que a opinião pública em Buenos Aires não estava preparada para um acordo com o Brasil e considerava inconveniente enquanto Zeballos fosse chanceler.
Em 1909, Puga Borne, designado ministro em várias nações europeias, parou em Río para obter o apoio do barão para uma aliança ou acordo entre os três países. Río Branco estava disposto a pactuar uma entente cordial, mas não uma aliança. Um tratado de treze artigos foi redigido, solicitando que fosse comunicado à Argentina somente após a aprovação do Brasil. Por sua vez, a Argentina usou táticas dilatórias, pois, diante do agravamento da situação na questão de Tacna e Arica, pretendia não celebrar acordos que prejudicassem o Peru. Após a resolução dos problemas fronteiriços entre Brasil e Peru, Río Branco perdeu o interesse em apoiar Santiago em sua disputa com Lima, tentando, em vez disso, assumir um papel de mediador, por meio da proposta da partilha territorial.
Durante esses anos, a estratégia do Brasil era buscar entendimento com os Estados Unidos e o Chile para conter o crescimento da Argentina. Para a Argentina, seu objetivo era se aliar ao Chile para isolar o Brasil na América do Sul. Por sua vez, o Chile buscava uma aliança que o colocasse em posição igual às outras duas grandes potências.

## Conferências de Niagara Falls

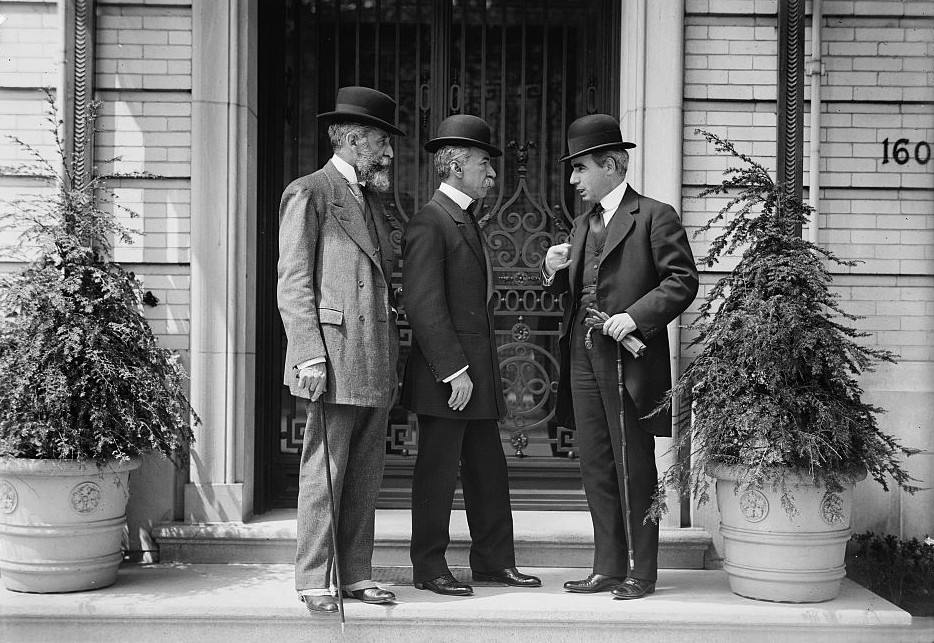
Eduardo Suárez Mujica, Domício da Gama e Romulo S. Naon na Conferência de Paz

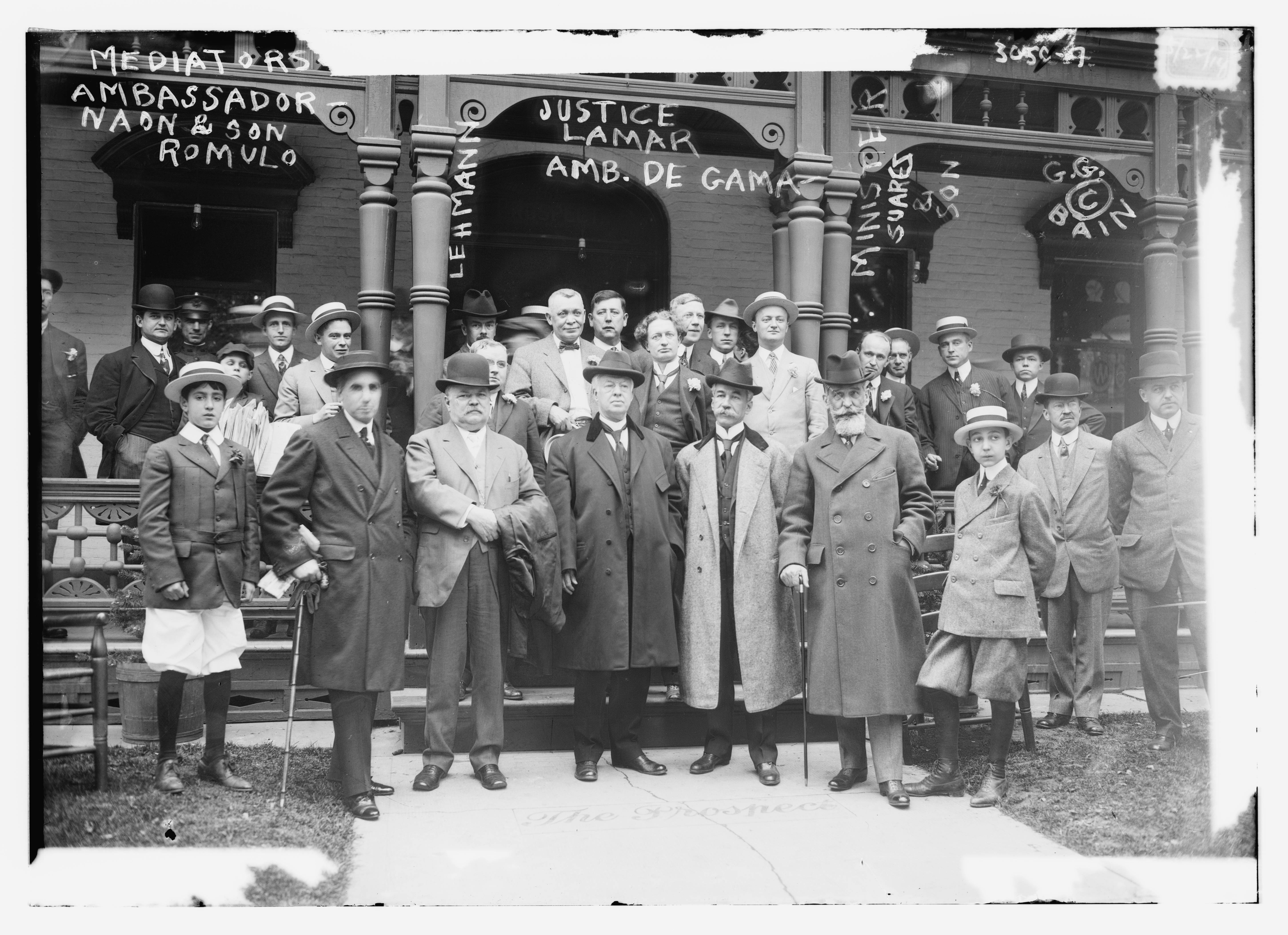
Mediadores na Conferência de Paz em Niagara Falls

Em 1911, surgiu a notícia de uma possível aliança entre Colômbia, Equador, Peru, Venezuela e Bolívia, a fim de se proteger contra um possível Pacto ABC. Isso garantiria a integridade territorial dos signatários, o que alarmou o Chile devido à questão de Tacna e Arica. O Chile propôs novamente a ideia de uma aproximação cordial com Argentina e Brasil, mas esses países rejeitaram o entendimento entre os países bolivarianos.
Quando Río Branco morreu em fevereiro de 1912, o Chile tentou uma nova aproximação com seu substituto, Lauro Müller. No entanto, as discussões permaneceram estagnadas por um ano, já que Argentina e Brasil estavam novamente competindo, desta vez para influenciar o Paraguai, onde uma revolução havia ocorrido recentemente.
Em 1913, o conflito no México revolucionário entre Victoriano Huerta e Venustiano Carranza aumentou a intervenção dos Estados Unidos na revolução. O presidente Woodrow Wilson tentou mediar entre as partes, com base em uma nova convocação de eleições e na renúncia de Huerta.
O desembarque de tropas americanas em Veracruz em 21 de abril de 1914 agravou a situação, que poderia resultar em uma guerra internacional. O ministro chileno em Washington, Eduardo Suárez Mujica, sem instruções de seu governo, conversou com seus colegas da Argentina e do Brasil para obter mediação. As respectivas chancelarias aceitaram a proposta e ofereceram sua mediação às partes em conflito em 25 de abril.
As conferências de paz ocorreram em Niagara Falls entre 18 de maio e 12 de junho de 1914. Os constitucionalistas de Carranza recusaram os bons ofícios do ABC e mantiveram-se à margem.
Foram assinados três protocolos, nos quais se estabelecia um governo provisório, que proclamaria anistia aos estrangeiros que tivessem cometido crimes políticos durante a guerra civil e negociaria a constituição de comissões internacionais para a resolução de reclamações de estrangeiros por danos sofridos durante a guerra. Este governo seria reconhecido pelos Estados Unidos, que não solicitariam indenização ou satisfação alguma.
Os protocolos não se referiram de forma alguma ao problema internacional que causou a mediação, e embora uma guerra internacional tenha sido evitada, as tropas americanas permaneceriam por um longo período no território mexicano.

## O acordo de 1915

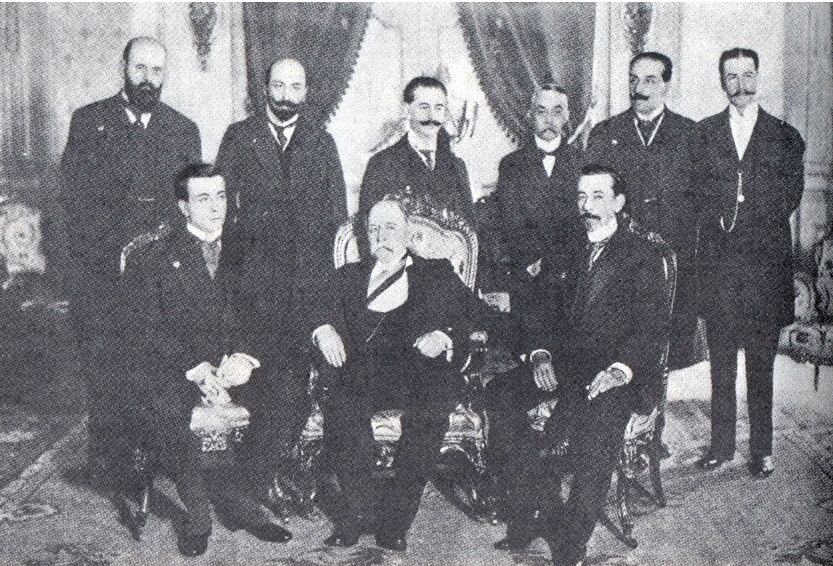
O presidente chileno Ramón Barros Luco acompanhado pelos chanceleres dos países do Pacto ABC.

Em 1914, chegaram notícias ao Chile sobre as dificuldades econômicas pelas quais o Brasil estava passando e a possibilidade de não poder construir um terceiro couraçado. O chanceler Villegas decidiu sondar a Argentina e o Brasil para concordar com um entendimento no qual cada país teria um couraçado. O ministro chileno no Rio, Alfredo Irarrázaval Zañartu, insinuou perante Müller que ele estava resistindo à limitação de armamentos, que o Chile, devido às suas dificuldades econômicas, teria que vender seu couraçado, deixando a Argentina em uma posição muito vantajosa.
Consultado sobre uma possível compreensão cordial, Müller mostrou entusiasmo e iniciou com Irarrázaval a redação de um projeto que estabelecia uma amizade e solidariedade perpétuas entre as nações e um sistema de arbitragem amplo e ilimitado para questões novas. Houve uma mudança de chanceler em Santiago e o novo titular, Alejandro Lira, considerou que Irarrázaval tinha ultrapassado suas instruções, pois estava negociando uma aliança defensiva que poderia ser interpretada como contrária aos Estados Unidos. Também não gostou da arbitragem ilimitada, preferindo os tratados do tipo Bryan. A aceitação da assinatura de um tratado foi feita, mas com fórmulas mais restritas do que as negociadas no Rio. A Argentina também mostrou resistência à arbitragem ilimitada, afirmando que essa fórmula não seria aprovada por seu Congresso.
Diante das diferenças, decidiu-se adiar a redação definitiva do tratado até as reuniões que os chanceleres realizariam em Buenos Aires e Santiago em maio de 1915.
O Pacto ABC foi assinado em Buenos Aires em 25 de maio de 1915, sendo fundamentalmente um sistema de resolução de controvérsias. O tratado abandonou as ideias de aliança, de exercer uma ação diplomática conjunta, as estipulações sobre a ordem política interna e a arbitragem entre os países signatários. O Brasil e o Chile ratificaram o tratado, mas a Argentina não.
Embora a ratificação do pacto tenha permanecido pendente, os três países tentaram agir em conjunto em alguns assuntos relacionados ao conflito mundial da Primeira Guerra Mundial. Em 1914, o Chile propôs criar uma política comum em relação à permanência de navios beligerantes em suas águas, para limitar o fornecimento de carvão estritamente necessário para suas viagens, a fim de evitar violações da neutralidade. A proposição não teve sucesso devido à recepção fria do Brasil. Em 1915, Müller propôs que o ABC, junto com os EUA, realizasse uma iniciativa humanitária, permitindo a partida de prisioneiros e detidos dos campos de concentração para se estabelecerem na América, iniciativa que fracassou porque o Chile acreditou que isso incomodaria os Estados Unidos, cujas relações com a Alemanha estavam piorando.
A discussão mais importante girou em torno de um plano do presidente Wilson para estabelecer um pacto de integridade territorial entre as nações americanas. Wilson consultou os países do ABC para prosseguir com eles.
A iniciativa contou inicialmente com o apoio argentino e brasileiro, mas enfrentou forte resistência no Chile, que via a iniciativa como uma ameaça à sua posição em relação à Questão de Tacna e Arica. Müller constantemente adiou as negociações, tentando convencer o Chile, apresentando um contra-projeto que preservasse os direitos chilenos em relação às províncias do norte, mas tudo ficou frustrado pelo rejeição ao projeto na Comissão de Relações Exteriores do Senado chileno. Posteriormente, a Argentina, que desenvolveu profundas desconfianças em relação ao Chile e Brasil devido ao desenvolvimento das negociações, mudou de opinião após uma mudança de governo e rejeitou a proposta.

## Guerra Peru-Equador
Em 29 de janeiro de 1942, os países do "Pacto ABC" e os Estados Unidos foram garantidores do Protocolo do Rio de Janeiro, projetado para encerrar o conflito equatoriano-peruano sobre as fronteiras de ambos os países.

## Tentativa de revitalização em 1953
No início de 1953, o presidente argentino Juan Domingo Perón procurou o presidente brasileiro, Getúlio Vargas, visando o estabelecimento de um programa comum entre as três nações, para que juntas formassem um bloco continental alternativo à polarização mundial entre Estados Unidos e União Soviética. Perón, publicamente, anunciou os preparativos para a revitalização do chamado “Pacto ABC”.
O ministro das Relações Exteriores João Neves da Fontoura repeliu energicamente as palavras do presidente argentino. Em nota oficial, Neves afirmou que o país não teria nenhum interesse em abandonar o arco maior da aliança pan-americana, capitaneada pelos Estados Unidos, para aderir a um bloco regional alternativo, “subordinado à Argentina”. De acordo com o Itamaraty, Perón não estaria autorizado, de modo algum, a falar pelo Brasil.
Perón manifestou contrariedade com a nota ao embaixador brasileiro João Batista Luzardo. Perón alegou que não tinha intenções imperialistas, quando propôs a aliança estratégica, e sim almejava parcerias aduaneiras e de tratados de cooperação política – um embrião do que mais tarde viria a ser batizado de Mercosul.
Vargas mandou um emissário, o jornalista Geraldo Rocha, com um pedido de desculpas e o anúncio de que não poderia avançar no pacto devido ao momento de instabilidade política que vigorava no Brasil.